# 多賀谷重経
多賀谷 重経（たがや しげつね）は、安土桃山時代から江戸時代初期にかけての武将。結城氏、佐竹氏の家臣。官位は従五位下・修理大夫。常陸国下妻城主。

## 生涯
永禄元年（1558年）、多賀谷政経の子として誕生。天正4年（1576年）、父の死により家督を継ぐ。
上杉謙信や佐竹義重と結んで小田氏・岡見氏を攻撃、牛久地方への進出を図る等、結城氏からの独立を図って度々行動した。天正18年（1590年）の小田原征伐においては後北条氏方の天神城を攻略している。また、重経は1000挺もの鉄砲隊を保有しており、関東では佐竹氏の鉄砲隊と並ぶ規模である。
しかし、小田原征伐の終了後、結城氏の家臣に再び組み込まれ、主家・結城氏の跡継ぎとして結城秀康が入嗣すると、これに不満を持って、佐竹氏の傘下に転じる。秀康に従った嫡男の三経を追放し代わりに佐竹義重の四男の宣家を養子として家督を譲った。文禄元年（1592年）には、文禄の役に非協力である事を理由に下妻城を没収され、豊臣秀吉の命を受けた徳川秀忠らによって破却されている。
慶長5年（1600年）、関ヶ原の戦いで上杉景勝に通じたため、翌年の2月に改易される。追放した長男三経は秀康に従って福井藩の重臣となり、宣家は実家の佐竹氏に戻った後で今度は岩城氏を相続して出羽国亀田藩主となった（岩城宣隆）。このため、家臣達も重経を見捨てて三経や宣家の家臣になってしまった。孤独の身となった重経は慶長8年に、密かに旧領の下妻へ戻るが榊原康政に追われ、各地を放浪の末に末子の茂光が仕えていた彦根藩を頼り、そのまま病死した。墓が多宝院(下妻市)に現存する。
佐竹氏に仕えた多賀谷氏縁の人物が著したとされる『多賀谷七代記』には重経が武勇に優れていたものの、その贅沢と驕慢から徳川氏の怒りを買って攻め滅ぼされた（ただし、史実とは異なる）と記される等、多賀谷氏没落の原因を作った人物として描かれている。

## 系譜
- 父：多賀谷政経
- 母：不詳
- 室：不詳
  - 男子：多賀谷三経（1578-1607）
  - 男子：多賀谷忠経
  - 男子：多賀谷茂光
  - 男子：菅谷経晃
  - 女子：大寿院 - 佐竹義宣継室
  - 女子：珪台院 - 多賀谷宣家正室
- 養子
  - 男子：多賀谷宣家（1584-1672） - 佐竹義重の四男

## 家臣
赤松氏
- 赤松常範